# Assassinato de Dean Shillingsworth
Dean James Shillingsworth (25 de fevereiro de 2005 – 11 de outubro de 2007) foi uma criança estuprada e assassinada na Austrália .  Seu corpo foi encontrado em 17 de outubro de 2007, a poucos quilômetros de onde ela desapareceu.